# Tóth Vivien (pornószínésznő)
Tóth Vivien (Miskolc, 1988. június 21. –) magyar pornószínésznő. Művészneve Blue Angel és Viva Style.

## Életrajz
2007-ben, 18 éves korában kezdte karrierjét a pornóiparban, azóta több mint 500 pornográf filmben szerepelt. 

## Díjak és jelölések
| Év   | Díj           | Eredmény | Kategória                                         | Munka                      |
| ---- | ------------- | -------- | ------------------------------------------------- | -------------------------- |
| 2008 | Erotixxx-díj  | Jelölés  | Legjobb pályakezdő (Európa)                       | –                          |
| 2009 | AVN-díj       | Jelölés  | Az év külföldi női előadója                       | –                          |
| 2009 | AVN-díj       | Jelölés  | A legjobb szexjelenet külföldi produkcióban       | Hell Is Where the Party Is |
| 2009 | Erotixxx-díj  | Jelölés  | Az év pornósztárja                                | –                          |
| 2009 | Hot d'Or-díj  | Jelölés  | A legjobb európai fiatal sztár                    | –                          |
| 2010 | Miss FreeOnes | Jelölés  | Miss FreeOnes                                     | –                          |
| 2010 | AVN-díj       | Jelölés  | Az év külföldi női előadója                       | –                          |
| 2010 | AVN-díj       | Jelölés  | A legjobb szexjelenet egy külföldi produkcióban   | Rocco: Puppet Master 3     |
| 2011 | Miss FreeOnes | Jelölés  | A legjobb európai csaj                            | –                          |
| 2011 | Miss FreeOnes | Jelölés  | Legjobb hivatalos webhely                         | blueangellive.com          |
| 2011 | AVN-díj       | Jelölés  | Az év külföldi női előadója                       | –                          |
| 2011 | Galaxy-díj    | Jelölés  | Európai előjelöltek: Legjobb webdesign            | blueangellive.com          |
| 2011 | Galaxy-díj    | Jelölés  | Európai előjelöltek: Legjobb jelenet              | Blue Angel Interracial     |
| 2011 | Galaxy-díj    | Jelölés  | Európai előjelöltek: Legjobb női előadó           | –                          |
| 2011 | Galaxy-díj    | Jelölés  | Európai előjelöltek: A legjobb személyes weboldal | blueangellive.com          |
| 2011 | XBIZ-díj      | Jelölés  | Az év külföldi női előadója                       | –                          |
| 2012 | AVN-díj       | Jelölés  | Az év külföldi női előadója                       | –                          |
| 2012 | Galaxy-díj    | Jelölés  | Európai előjelöltek: Legjobb lány / lány jelenet  | Jo and Blue Angel          |
| 2012 | Galaxy-díj    | Jelölés  | Európai előjelöltek: Legjobb női előadó           | –                          |
| 2012 | Galaxy-díj    | Jelölés  | Európai előjelöltek: A legjobb személyes weboldal | blueangellive.com          |
| 2013 | Miss FreeOnes | Jelölés  | A legjobb európai csaj                            | –                          |
| 2013 | Miss FreeOnes | Jelölés  | Miss FreeOnes                                     | –                          |
| 2013 | XBIZ-díj      | Jelölés  | Az év külföldi női előadója                       | –                          |
| 2014 | Miss FreeOnes | Jelölés  | Miss FreeOnes                                     | –                          |

## Fordítás
- Ez a szócikk részben vagy egészben  a   Blue Angel (actriz porno) című spanyol Wikipédia-szócikk ezen változatának fordításán alapul.  Az eredeti cikk szerkesztőit annak laptörténete sorolja fel. Ez a jelzés csupán a megfogalmazás eredetét és a szerzői jogokat jelzi, nem szolgál a cikkben szereplő információk forrásmegjelöléseként.